# 이경수 (축구인)
이경수(李慶洙, 1973년 10월 28일 ~ )는 대한민국의 전직 축구 선수로, 포지션은 센터백였으며 현재 대한민국 U-23의 수석 코치이다.